# Сигуатоксин
Сигуатоксин — яд, содержится в определенном виде планктона, которым питаются обитатели морей и океанов. Отравление сигуатоксином называется Сигуатера.
Впервые получен в Гавайском университете Scheuer P.J. с сотрудниками в 1961 г. Структура установлена в 1989 г.

## Описание

Химическая структура сигуатоксина-CTX1B

Бесцветен, не имеет запаха и вкуса, не разрушается при нагревании, замораживании и не переваривается желудочным соком.
Синонимы и иностранные названия: CTX 1B (англ.), ciguatoxin (англ.),
Тип вещества: органическое
Брутто-формула (система Хилла): {\displaystyle {\ce {C60H86O19}}}
Молекулярная масса (в а.е.м.): 1111,313
Летальная доза (ЛД50, в мкг/кг): 0,45 (мыши, внутрибрюшинно)

## Воздействие на человека
У людей, съевших рыбу, содержащую сигуатоксин, заболевание может протекать по-разному, иногда клинические проявления вообще отсутствуют.
Иммунитет к сигуатоксину не вырабатывается, противоядия не существует. Алкоголь усиливает тяжесть отравления. Токсин долго не выводится из организма, и рецидивы болезни могут возникать даже через годы после отравления.